# Repubblica Futura
Repubblica Futura è un partito politico sammarinese nato il 25 febbraio 2017 dalla fusione dei partiti Alleanza Popolare e Unione per la Repubblica.
Presentatosi per la prima volta alle elezioni del 2016, ha ottenuto il 9,60% dei consensi.
La coalizione di cui era parte, Adesso.sm, formata unitamente a Movimento Civico 10 e SSD, ha ottenuto il 31,43%, vincendo il successivo ballottaggio del 4 dicembre e diventando forza di governo. 
Repubblica Futura ha in tal modo ottenuto, grazie al premio di maggioranza, 11 seggi in Consiglio Grande e Generale e nominato due Segretari di Stato, rispettivamente agli Esteri e Giustizia e all'Istruzione e Cultura.
A causa della fine anticipata della legislatura nel settembre 2019 e della fine del progetto politico Adesso.sm, Repubblica Futura si è presentata alle elezioni politiche del 2019 come lista ed ha ricevuto il 10,29% dei consensi, ottenendo 6 seggi in Consiglio Grande e Generale.

## Risultati elettorali e Consiglieri in Consiglio Grande e Generale
| Elezioni       | Lista             | Voti  | %     | Seggi   |
| -------------- | ----------------- | ----- | ----- | ------- |
| Politiche 2016 | Repubblica Futura | 1.865 | 9,60  | 11 / 60 |
| Politiche 2019 | Repubblica Futura | 1.850 | 10,29 | 6 / 60  |
| Politiche 2024 | Repubblica Futura | 2.179 | 11,99 | 8 / 60  |

## Consiglieri eletti
I Consiglieri eletti alle elezioni del 2016 sono stati:
- Roberto Giorgetti, capogruppo
- Nicola Renzi
- Marco Podeschi
- Matteo Fiorini - (Mattia Ronchi in data 24/07/2019 ha sostituito il Consigliere Matteo Fiorini a seguito di dimissioni quale membro del Consiglio Grande e Generale)
- Emmanuel Gasperoni
- Nicola Selva
- Roger Zavoli
- Lorenzo Lonfernini
- Carlo Franciosi - (Pier Luigi Zanotti in data 20/10/2017 ha sostituito il Consigliere Carlo Franciosi a seguito di dimissioni quale membro del Consiglio Grande e Generale)
- Stefano Palmieri
- Margherita Amici

I consiglieri Nicola Renzi e Marco Podeschi sono stati nominati rispettivamente Segretario di Stato agli Affari Esteri e Giustizia e Segretario di Stato per l'Istruzione, la cultura, l'Università, la ricerca, l'Informazione, lo sport, l'innovazione tecnologica e i rapporti con l'AASS. Al loro posto sono subentrati in Consiglio Grande e Generale Fabrizio Perotto e Mara Valentini.
Alle elezioni politiche del 2019, sono stati eletti:
- Nicola Renzi
- Andrea Zafferani
- Miriam Farinelli
- Fernando Bindi
- Sara Conti
- Maria Katia Savoretti

A seguito delle elezioni politiche del 2024, sono stati eletti: Nicola Renzi, Enrico Carattoni, Sara Conti, Maria Katia Savoretti, Antonella Mularoni, Miriam Farinelli, Andrea Menicucci e Matteo Casali.

## Segretari di Stato Eletti
- Nicola Renzi - Segretario di Stato agli Affari Esteri e Giustizia - XXIX legislatura, 27 dicembre 2016 - 07 gennaio 2020
- Marco Podeschi - Segretario di Stato per l'Istruzione, la cultura, l'Università, la ricerca, l'Informazione, lo sport, l'innovazione tecnologica e i rapporti con l'AASS - XXIX legislatura, 27 dicembre 2016 - 07 gennaio 2020

## Capitani Reggenti eletti
- Matteo Fiorini - Enrico Carattoni, semestre 1º ottobre 2017 - 1º aprile 2018[11]
- Nicola Selva - Michele Muratori, semestre 1º aprile - 1º ottobre 2019[12]